# Bagrus orientalis
Bagrus orientalis és una espècie de peix de la família dels bàgrids i de l'ordre dels siluriformes.

## Morfologia
Els mascles poden assolir els 44,7 cm de longitud total.

## Distribució geogràfica
Es troba a Àfrica: riu Pangani (Tanzània).